# Deutsche Veterinärmedizinische Gesellschaft
Die Deutsche Veterinärmedizinische Gesellschaft e. V. (DVG) ist eine wissenschaftliche Gesellschaft der Veterinärmedizin in Deutschland und wurde 1951 gegründet. Ihr gehören rund 5.000  Tierärzte an.

## Geschichte
1949 verfassten die beiden Gießener Professoren Herbert Haupt und Elmar Roots in der Deutschen Tierärztlichen Wochenschrift einen Aufruf zur Gründung einer wissenschaftlichen tiermedizinischen Vereinigung. 1951 wurde dann auf dem Tierärztlichen Fakultätentag die Wissenschaftliche Vereinigung Deutscher Tierärzte gegründet. Gründungsmitglieder waren die Professoren Walther Baier, Ewald Berge, Paul Cohrs, Otto Dehner, Paul Henkels, Martin Lerche, Wilhelm Nusshag und Melchior Westhues. Ein Jahr später wurde die Vereinigung in Deutsche Veterinärmedizinische Gesellschaft umbenannt. 1955 wurde sie in das Vereinsregister eingetragen.

## Aufgaben

### Förderung von Wissenschaft, Forschung und Lehre
Aufgaben der DVG sind die Förderung von Wissenschaft, Forschung und Lehre sowie die Nachwuchsförderung. Der Verein richtet Fortbildungsveranstaltungen in allen Bereichen des tierärztlichen Berufes aus und stellt ein Podium für Wissenschaft durch Kongresse dar. Außerdem bietet er Beratung für Öffentlichkeit, Medien und Politik.

### Stiftungen und Preise
Die DVG vergibt an Nachwuchswissenschaftler Stipendien und Preise. Die Mittel stammen von der vereinseigenen „DVG-Stiftung zur Förderung des wissenschaftlichen Nachwuchses“ sowie von weiteren vier Stiftungen, die die DVG treuhänderisch verwaltet (Annelise-und-Curt-Höhner-Stiftung, Ursula und Heinz-Georg Klös-Stiftung, Karl-Fritzsche-Stiftung). Zusätzlich schreibt die DVG den Martin-Lerche-Forschungspreis und den Anton-Mayr-Preis zur Förderung von Nachwuchswissenschaftlern aus. Die Richard-Völker-Medaille wird für besonderem Verdienste um die Medizin kleiner Haustiere vergeben.

### Desinfektionsmittellisten
Der Verein publiziert Desinfektionsmittellisten für den Lebensmittelbereich sowie für die Tierhaltung. Produkte zur Desinfektion, die in diesen Listen enthalten sind, wurden nach den Prüfrichtlinien der DVG begutachtet, geprüft und als wirksam befunden.

### Der Blaue Hund
Der Blaue Hund ist ein länderübergreifendes Projekt mit dem Ziel, Bissverletzungen bei Kindern zwischen drei und sechs Jahren zu verhindern. In Deutschland wird das Projekt von der DVG betreut.

## Struktur
Die Deutsche Veterinärmedizinische Gesellschaft ist ein eingetragener Verein mit Sitz in Gießen. Mitglied können Tierärzte werden sowie bei Fürsprache zweier Vorstandsmitglieder auch Wissenschaftler, die keine Tierärzte sind. Die Mitgliedschaft ist freiwillig.

## Organe

### Fachgruppen
Der Verein gliedert sich in 36 Fachgruppen zu allen veterinärmedizinischen Gebieten, die in sechs Arbeitsgebieten zusammengefasst sind. Hinzu kommen sechs Arbeitskreise/Ausschüsse, die sich mit speziellen Themen befassen. In den Fachgruppen und Arbeitskreisen werden wissenschaftliche Erkenntnisse und praxisrelevante Entwicklungen ausgetauscht und in Tagungen und Kongressen Tierärzten, Wissenschaftlern und anderen Interessierten zugänglich gemacht.
Jedes Mitglied ist zugleich stimmberechtigtes Mitglied in bis zu zwei Fachgruppen. Dabei kann die Zugehörigkeit zu den Fachgruppen selbst gewählt werden.

### Fachgruppenversammlung
Die Fachgruppenversammlung besteht aus den Mitgliedern der Fachgruppe und wählt den Fachgruppenleiter.
Die Fachgruppenleiter eines Arbeitsgebietes wählen aus ihrer Mitte den Leiter des Arbeitsgebietes, der zugleich Mitglied des Vorstands ist und dort das jeweilige Arbeitsgebiet repräsentiert.

### Delegiertenversammlung
In der Delegiertenversammlung vertreten die Fachgruppenleiter ihre jeweiligen Fachgruppen. Mitglieder des Vereins sind berechtigt, an der Delegiertenversammlung teilzunehmen, haben jedoch kein Stimmrecht.

### Vorstand
Der Vorstand besteht aus dem Vorsitzenden und seinem Stellvertreter (gleichzeitig Schatzmeister) sowie den Leitern der Arbeitsgebiete. Vorsitzender der Gesellschaft ist Uwe Truyen von der Universität Leipzig.

## Fachgruppen

### Arbeitsgebiet „Grundlagenfächer“
- Anatomie
- Physiologie und Biochemie
- Pathologie
- Pharmakologie, Toxikologie und Arzneimittelrecht
- Geschichte der Veterinärmedizin
- Epidemiologie und Dokumentation
- Immunologie

### Arbeitsgebiet „Tierzucht und Tierernährung“
- Tierzucht, Erbpathologie und Haustiergenetik
- Tierernährung
- Versuchstierkunde

### Arbeitsgebiet „Infektionsmedizin und Hygiene“
- Bakteriologie und Mykologie
- Virologie und Viruserkrankungen
- Parasitologie und Parasitäre Krankheiten
- Umwelt- und Tierhygiene
- Tropenveterinärmedizin und internationale Tiergesundheit
- Tierseuchen
- Fachgruppe „AVID“ (früher: Arbeitskreis Veterinärmedizinische Infektionsdiagnostik)

### Arbeitsgebiet „Klinische Veterinärmedizin“
- Chirurgie
- Innere Medizin und Labordiagnostik (InnLab)
- Fortpflanzung und ihre Störungen
- Deutsche Gesellschaft für Kleintiermedizin (DGK-DVG), Mitglied der World Small Animal Veterinary Association
  - AG Computertomographie
- Deutsche buiatrische Gesellschaft (DbG-DVG)
- Schweinekrankheiten
- Pferdekrankheiten
- Krankheiten kleiner Wiederkäuer
- Geflügelkrankheiten
- Deutsche Gesellschaft für Zootier-, Wildtier- und Exotenmedizin (ZWE-DVG)
- Naturheilverfahren/Regulationsmedizin
- Fischkrankheiten
- Deutsche Gesellschaft für Tierzahnheilkunde (DGT-DVG)

### Arbeitsgebiet „Lebensmittelhygiene“
- Lebensmittelhygiene
- Fleischhygiene
- Milchhygiene
  - Arbeitsgruppe Sachverständigenausschuss Subklinische Mastitis
- Lebensmittelrecht

### Arbeitsgebiet „Tierschutz, Ethologie und Tierhaltung“
- Tierschutz
- Ethologie und Tierhaltung

### Arbeitskreise und Ausschüsse
- Ausschuss „Desinfektion in der Veterinärmedizin“
- Arbeitskreis „Lehre in den lebensmittelhygienischen Fächern der deutschsprachigen Länder“
- Arbeitskreis „Respiratorisches System“
- Arbeitskreis „Antibiotikaresistenz“
- Arbeitskreis „Didaktik und Kommunikationskompetenz“
- Arbeitskreis „Verhaltensmedizin und Bissprävention“

## DVG Service GmbH
Um Fortbildungen und Kongresse anbieten und durchführen und Publikationen wie z. B. Tagungsbände im eigenen Verlag publizieren zu können, gründete die DVG im Jahr 2001 die DVG Service GmbH. Sie ist eine Einrichtung des Vereins und übernimmt dessen wirtschaftliche Aktivitäten.